# Aepocerus auratus
Aepocerus auratus är en stekelart som först beskrevs av William Harris Ashmead 1894.  Aepocerus auratus ingår i släktet Aepocerus och familjen fikonsteklar. Inga underarter finns listade i Catalogue of Life.